# 阿扎特斯科耶湖
59°48′24″N 37°47′8″E / 59.80667°N 37.78556°E

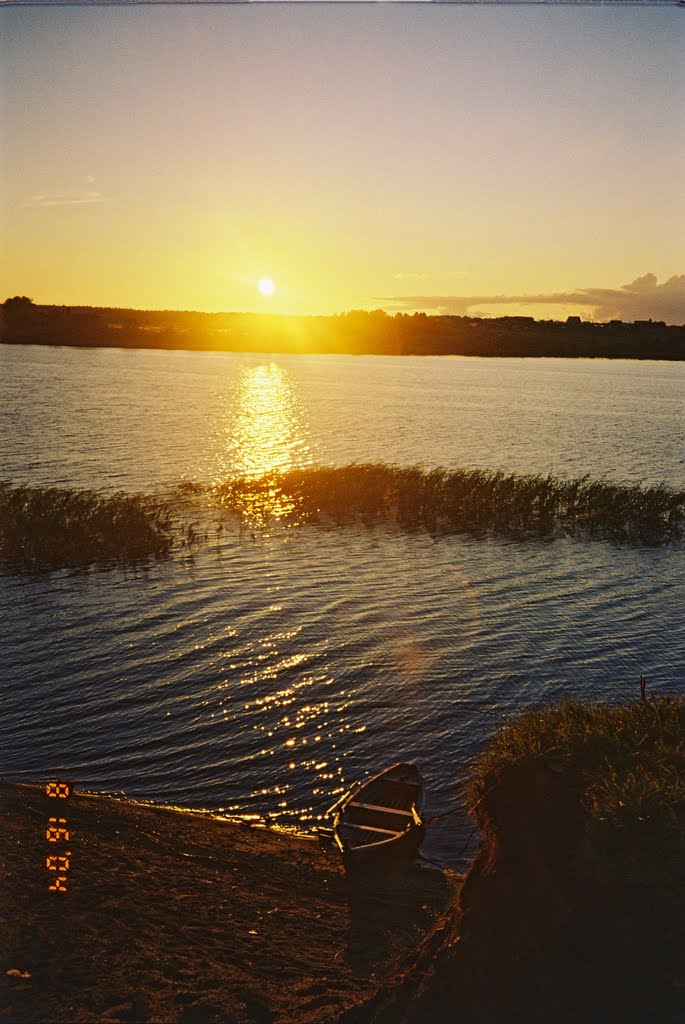

阿扎特斯科耶湖（俄语：Азатское），是俄羅斯的湖泊，位於該國西北部，由沃洛格達州負責管轄，長8.1公里、寬4.4公里，面積19平方公里，海拔高度127米，集水區面積471平方公里，平均水深6.1米，最大水深12米。